# 二宮インターチェンジ
二宮インターチェンジ（にのみやインターチェンジ）は、神奈川県中郡二宮町百合が丘二丁目にある小田原厚木道路のインターチェンジである。
本ICと大磯ICの間は料金徴収設備がないため、無料で通行できる。

## 接続する道路
- 二宮町道を経て神奈川県道71号秦野二宮線

## 沿革
1969年の小田原厚木道路の開通に伴い、供用が開始された。出入口の分合流車線が短く危険な構造となっているが、周辺は宅地開発が概成している丘陵地帯で、本線車道が掘割で貫く構造となっており、分合流車線の延長などの改良が大変難しい条件下にある。このため、小田原厚木道路の改築事業の際にも、当ICだけは改良が行われなかった。

### 年表
- 1969年（昭和44年）3月19日：供用開始。

## 周辺
- 吾妻山公園
- 二宮駅

## 隣
E85 小田原厚木道路
小田原東IC - 小田原PA（下り線のみ） - 小田原TB - 二宮IC - 大磯IC/PA(PAは上り線のみ)